# HD 204862
HD 204862，又名BD+11 4583，SAO 107195、HR 8231，是一颗恒星，视星等为6.08，位于銀經65.2，銀緯-27.55，其B1900.0坐标为赤經21h 26m 19.4s，赤緯+11° -27.55′ 53″。